# 莫妮克·亨纳甘
莫妮克·亨纳甘（英語：Monique Hennagan，1976年5月26日—），生于南卡罗来纳州哥伦比亚，是一名美国女子田径运动员。她曾夺得两枚奥林匹克运动会金牌，均来自于女子4×400米接力。

## 外部連結
- 莫妮克·亨纳甘在的頁面